# Fidena maculipennis
Fidena maculipennis är en tvåvingeart som beskrevs av Krober 1931. Fidena maculipennis ingår i släktet Fidena och familjen bromsar. Inga underarter finns listade i Catalogue of Life.